# 1790-1799
De jaren 1790-1799 (van de christelijke jaartelling) zijn een decennium in de 18e eeuw.

## Belangrijke gebeurtenissen

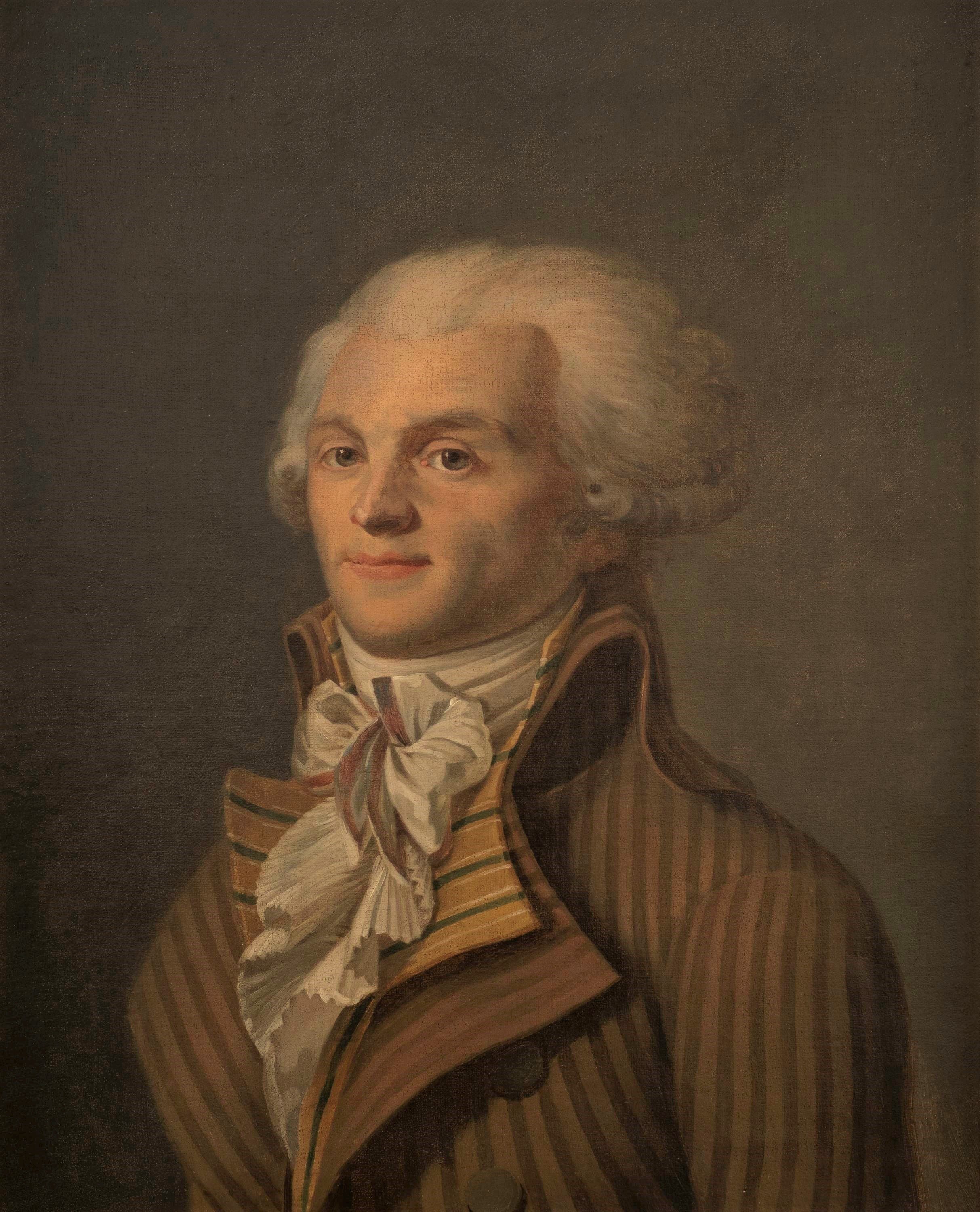
Portret van Robespierre

### Franse Revolutie
- 1790 : Frankrijk wordt heringedeeld in departementen.
- 1791 : Vlucht naar Varennes: koning Lodewijk XVI van Frankrijk probeert te vluchten.
- 1791 : Verklaring van de rechten van de vrouw en de burgeres uitgesproken door Olympe de Gouges.
- 1791-1792 : Koninkrijk Frankrijk. Frankrijk wordt een Constitutionele monarchie.
- 1792 : De Marseillaise, wordt het nieuwe volkslied, geschreven door Claude Joseph Rouget de Lisle.
- 1792 : Nicolas Jacques Pelletier is het eerste slachtoffer van de guillotine.
- 1792 : Bestorming van de Tuilerieën.
- 1792 : Markies de la Fayette vlucht naar Luik.
- 1792 : De Franse Republiek wordt uitgeroepen.
- 1793 : Koning Lodewijk XVI wordt geëxecuteerd.
- 1793 : Opstand in de Vendée; door de radicalisering van de revolutie en de antiklerikale maatregelen ontstaat verzet op het platteland.
- 1793 : De Franse republikeinse kalender komt in voege.
- 1793-1794 : De Terreur treft eerst de adel, vervolgens de girondijnen, en dan de jakobijnen ("de revolutie eet haar eigen kinderen op"). Ze eindigt met de executie van Robespierre en Georges Danton.
- 1794 : De rood-wit-blauwe Vlag van Frankrijk
- 1795 : Metriek stelsel wordt ingevoerd.
- 1795-1799 : Directoire maakt een einde aan de tirannie.
- 1799 : Staatsgreep van 18 Brumaire. Het Consulaat maakt een eind aan het Directoire, Napoleon Bonaparte wordt Eerste consul.

### Franse revolutieoorlogen
- 1791 : Verklaring van Pillnitz; keizer Leopold II en Frederik Willem II van Pruisen waarschuwen de Franse revolutionairen.
- 1792 : Eerste Coalitieoorlog; de Franse revolutionairen verklaren de Habsburgse monarchie de oorlog en vallen de Oostenrijkse Nederlanden binnen.
- 1793 : Levée en masse; de Republiek voert een massale dienstplicht in.
- 1793-1795 : Pyreneeënoorlog; Spanje steunt de Franse royalisten.
- 1794 : Franse tijd in België; de Zuidelijke Nederlanden worden aangehecht bij Frankrijk.
- 1795 : Franse tijd in Nederland; het grootste deel van Nederland wordt een vazalstaat van Frankrijk, beter bekend onder de Bataafse Republiek.
- 1795 : Vrede van Bazel; Pruisen staat alle gebieden ten westen van de Rijn af aan Frankrijk.
- Groot-Brittannië opent in 1797 even buiten Peterborough 's werelds eerste krijgsgevangenkamp. Behalve Franse krijgsgevangenen worden er ook Hollandse zeelui en vissers opgesloten die door Britse kapers zijn opgebracht.
- 1796-1797 : Italiaanse Veldtocht; Napoleon valt Italië binnen.
- 1797 : Vrede van Campo Formio;  de republiek Venetië wordt opgeheven en haar grondgebied verdeeld tussen Oostenrijk en Frankrijk. Er komt een einde aan de Eerste Coalitieoorlog. Alleen Groot-Brittannië blijft in staat van oorlog met Frankrijk.
- 1798 : Expeditie van Napoleon naar Egypte.
- 1798 : Ierse opstand; onder invloed van de Franse Revolutie wordt in 1791 in Ierland de Society of United Irishmen opgericht door protestanten en katholieken. Zij streven naar de vorming van een onafhankelijke republiek. Als reactie stichten Britsgezinde protestanten in 1795 de Oranjeorde. De Ierse opstand wordt gesteund door de Franse Republiek. Na een half jaar herstellen de Britten hun gezag.
- 1799 : Begin van de Tweede Coalitieoorlog. Nu doet ook Rusland mee.

### Oostenrijkse Nederlanden
- 1790 : Verenigde Nederlandse Staten. De Oostenrijkse Nederlanden verklaren zichzelf op 11 januari onafhankelijk van de Habsburgse monarchie, maar de staat blijft maar tot december bestaan.
- 1790 : Keizer Jozef II sterft. Zijn broer en opvolger Leopold slaagt erin het Oostenrijks bewind nog gedurende enkele jaren in naam te herstellen, al moet hij daarvoor toegeven op alle eisen die door de Nederlandse afgevaardigden al veel vroeger waren geformuleerd.
- 1791 : Albert Casimir van Saksen-Teschen keert als landvoogd terug.
- 1792 : Keizer Leopold II sterft; hij wordt opgevolgd door zijn zoon keizer Frans II.
- 1793 : Slag bij Neerwinden. De Oostenrijkers heroveren de Zuidelijke Nederlanden.
- 1794 : Slag bij Fleurus. De Oostenrijkers worden definitief uit het land verdreven en wordt het grondgebied door de Fransen ingepalmd. Dit markeert het begin van de Franse tijd in België.
- 1795 : Verenigde Departementen bestaat uit negen arrondissement van de voormalige Zuidelijke Nederlanden. Tot de oprichting van het Eerste Consulaat in 1799 betekent de bezetting voor de Zuidelijke Nederlanden een economische ramp: zo wordt de haven van Antwerpen lamgelegd en stijgt de belastingdruk aanzienlijk.
- 1797 : De universiteit van Leuven wordt gesloten, kerken worden geplunderd, kloosterordes ontbonden en geestelijken vervolgd.
- 1798 : Boerenkrijg. De draconische economische maatregelen, de dienstplicht, de drastische inperking van de taalvrijheid en de openlijke jacht op de Kerk, zetten vooral bij de Vlaamse boeren (de brigands) kwaad bloed en leiden tot een opstand tegen de Franse bezetter (de sansculotten), met als leuze Voor outer en heerd.

### Republiek der Zeven Verenigde Nederlanden
- 1794 : Bataafse omwenteling. De Republiek der Zeven Verenigde Nederlanden wordt bezet door Franse troepen en komt tot een roemloos einde. Stadhouder Willem V vlucht naar Engeland.
- 1795 : Bataafse Republiek is een Franse vazalstaat. Friesland houdt op te bestaan. Het grootste deel van Friesland gaat samen met Groningen op in het departement van de Eems terwijl Zevenwouden bij het departement van de Oude IJssel komt.
- 1796-1797 : Eerste Nationale Vergadering. In Den Haag komt de eerste democratisch gekozen Nederlandse volksvertegenwoordiging bijeen.
- 1798 : Staatsregeling voor het Bataafsche Volk. De eerste Nederlandse Grondwet wordt aangenomen.
- 1799 - Brits-Russische expeditie naar Noord-Holland: Een Brits-Russische invasiemacht valt Noord-Holland binnen, verovert de Nederlandse vloot in Den Helder en bezet Alkmaar. De geallieerden worden echter verslagen in de Slag bij Castricum en moeten zich weer uit Nederland terugtrekken.

### Godsdienst
- 1790 : Constitution civile du clergé. Geestelijken hangen onmiddellijk af van de Franse staat en niet meer van de Heilige Stoel.
- 1792 : Nationaal goed. Het vastgoed van de kerk en de adel wordt geconfisqueerd.
- 1792-1794 : Het revolutionaire Frankrijk plaatst de Cultus van de Rede tegenover de katholieke godsdienst.
- 1794 : Cultus van het opperwezen. Het opperwezen is Maximilien de Robespierre.

### Europa
- 1791 : Joods vestigingsgebied in het Russische Keizerrijk wordt ingesteld door tsarina Catharina de Grote. De instelling dient puur voor economische en nationalistische doeleinden, en Catharina probeert op deze manier de ontwikkeling van een Russische middenklasse te bevorderen. Na de Tweede Poolse Deling in 1793 wordt het vestigingsgebied van groot belang. Door de annexatie van de Poolse gebieden neemt het aantal Joden toe van een kleine groep naar een substantieel deel van de bevolking.
- 1792 : Verdrag van Jassy maakt een einde aan de Russisch-Turkse Oorlog (1787-1792). De Krim wordt Russisch.
- 1793-1795 : Poolse delingen. Er komt een einde aan de staten Polen en Litouwen, die worden opgedeeld tussen Rusland, Oostenrijk en Duitsland.
- Koning Gustaaf III van Zweden wordt in maart 1792 tijdens een gemaskerd bal neergeschoten en sterft twee weken later. Als gevolg hiervan wordt het dragen van maskers tijdens feesten en optochten, zoals het eeuwenoude Carnaval van Venetië, verboden.

### Noord-Amerika
- Voor het eerst treden nieuwe staten toe tot de Unie: Vermont (1791), Kentucky (1792) en Tennessee (1796).
- Steeds meer (noordelijke) staten schaffen de slavernij af. Tussen 1790 en 1800 verdubbelt het aantal vrijgelaten slaven tot boven de honderdduizend.
- Onder John Adams  wordt het revolutionaire Frankrijk niet beschouwd als erfgenaam van het Franse koninkrijk. Schulden worden niet meer afbetaald en het bondgenootschap van 1778 is een dode letter geworden. In de Quasi-oorlog worden veel handelsschepen getroffen. Uiteindelijk moeten de Fransen zich neerleggen bij de Amerikaanse neutraliteit.
- 1799 : Russisch-Amerikaanse Compagnie wordt opgericht.

### Wereldhandel en kolonies
- 1791 : Haïtiaanse Revolutie. Slavenopstand op het eiland Saint-Domingue.
- 1793 - De Nederlandse autoriteiten in de Kaapkolonie nemen bezit van Walvisbaai (Namibië).
- 1794 : De Franse Republiek schaft de slavenhandel af.
- 1795 : Curaçaose slavenopstand.
- 1795 : Kaapkolonie en Ceylon worden Brits.
- 1798 : Opheffing van de Vereenigde Oostindische Compagnie.

### Azië
- 1796 : Na tien jaren van burgeroorlog komen de Kadjaren aan de macht in Iran.
- 1799 : Sikhrijk. Ranjit Singh verdrijft Sjah Zaman van de Durraniden uit de Punjab naar Afghanistan.

### Innovatie
- De meter wordt in 1791 gedefinieerd door de Franse Academie van Wetenschappen als het tien miljoenste deel van de afstand van de noordpool tot de evenaar, gemeten op zeeniveau, langs de meridiaan van Parijs.
- Met het decimale stelsel worden ook de liter en de Franse republikeinse kalender ingevoerd. Een week bestaat voortaan uit 10 dagen, décades genaamd Een dag telt tien uren van elk honderd minuten enz.
- In 1794 wordt tussen Parijs en Rijsel de eerste optische telegraaflijn ingericht, die een systeem gebruikt van mechanische signaalelementen met beweeglijke armen.
- In 1792 ontdekt William Murdoch een methode om door middel van droge distillatie van steenkool brandbaar gas te maken dat aangestoken een constante lichtbron vormt. Hij gebruikt zijn gasverlichting eerst in zijn buitenhuis in Rudruth in Cornwall.
- De eerste sodafabriek volgens het Leblancprocedé begint in 1791 in Saint-Denis met de productie. Deze bedraagt 250 à 300 kg soda per dag. Dit product heeft een hoge zuiverheidsgraad. Door de troebelen tijdens de Franse Revolutie wordt deze fabriek echter weldra gesloten en wordt Leblancs patent nietig verklaard. Niettemin worden er spoedig veel sodafabrieken opgericht en kan Frankrijk reeds in 1812 in zijn soda-behoefte voorzien.
- De lithografie wordt tussen 1794 en 1798 ontwikkeld door Alois Senefelder.

Militair
- Bij het beleg van Maubeuge (1793) en in de Slag bij Fleurus (1794) wordt voor het eerst een luchtballon ingezet voor militaire luchtverkenning.
- In 1795 construeert de Pruisische natuurkundige Achard een vervoerbare veldtelegraaf en test deze tussen Spandau en Berlijn. Hij stelt voor om berichten met behulp van geometrische figuren door te geven. Hij vertaalt 2375 woorden en zegswijzen in bepaalde tekens en voert deze in het Duits-Franse telegraaflexicon in. Veel succes heeft hij niet, in Pruisen blijft de traditionele koerier in functie omdat deze ook 's nachts en bij slecht weer inzetbaar is.

### Wetenschap
- 1796 : Edward Jenner test zijn eerste vaccin tegen pokken.
- 1798 : Thomas Malthus publiceert An Essay on the Principle of Population over de problematiek van de bevolkingsgroei.

### Economie
- Als industrieel spion maakt Lieven Bauwens een aantal reizen naar Groot-Brittannië en weet o.a de Mule Jenny en geschoold personeel naar het vasteland te smokkelen. Hiervoor wordt hij door de Britten ter dood veroordeeld. Met zijn gesmokkelde machines richt Bauwens twee katoenspinnerijen op, in 1799 in Passy bij Parijs en in 1800 een in Gent.

## Kunst en cultuur
- De Duitse romantische schrijver Novalis brengt in enkele jaren een groot oeuvre tot stand waarin sehnsucht een sterke drijfveer is.
- 1799 - In Egypte wordt tijdens de Egyptische veldtocht van een Frans expeditieleger onder aanvoering van Napoleon Bonaparte de Steen van Rosetta gevonden.

## Belangrijke personen

### Overleden
- 1791 : Wolfgang Amadeus Mozart, Oostenrijks componist
- 1792 : Koning Gustaaf III van Zweden wordt vermoord, hij wordt opgevolgd door zijn zoon Gustaaf IV Adolf van Zweden.
- 1796 : Koning Victor Amadeus III van Sardinië sterft, hij wordt opgevolgd door zijn zoon Karel Emanuel IV van Sardinië.
- 1797 : Koning Frederik Willem II van Pruisen sterft, hij wordt opgevolgd door zijn zoon Frederik Willem III van Pruisen.
- 1799 : Keurvorst Karel Theodoor van Beieren sterft zonder wettelijke kinderen na te laten, hij wordt opgevolgd door Maximiliaan IV Jozef uit het Huis Palts-Birkenfeld, een zijtak van het Huis Wittelsbach.
- 1799 : George Washington, eerste president van de Verenigde Staten

<< · 1790 · 1791 · 1792 · 1793 · 1794 · 1795 · 1796 · 1797 · 1798 · 1799 · >>
<< · 1700-1709 · 1710-1719 · 1720-1729 · 1730-1739 · 1740-1749 · 1750-1759 · 1760-1769 · 1770-1779 · 1780-1789 · 1790-1799 · >>